# Bastules
Les Bastules, appelés aussi Bastetani, sont un peuple ibère d'Espagne méridionale, dont l'existence est attestée par des inscriptions de l'époque romaine.

## Inscriptions
Après la conquête romaine de la péninsule Ibérique, on trouve, sur certaines médailles locales datées de l'époque romaine, des inscriptions en langue bastule, écrites en alphabet phénicien, employé en parallèle avec l'alphabet latin.